# Красноярська сільська рада (Совєтський район)
Красноя́рська сільська рада (рос. Красноярский сельский совет) — сільське поселення у складі Совєтського району Алтайського краю Росії.
Адміністративний центр та єдиний населений пункт — село Красний Яр.

## Населення
Населення — 1149 осіб (2019; 1142 в 2010, 1208 у 2002).